# The Master (novela)
The Master es una novela de 2004 del escritor irlandés Colm Tóibín. 
Recibió el Premio Literario Internacional de Dublín, el Premio del Libro Stonewall, el Premio Literario Lambda, la Novela del Año de Los Angeles Times y, en Francia, Le prix du meilleur livre étranger en 2005. También fue preseleccionada para el Premio Booker 2004.

## Trama
The Master describe al escritor nacido en Estados Unidos Henry James en los últimos años del siglo XIX. Los once capítulos de la obra están etiquetados desde enero de 1895 hasta octubre de 1899 y siguen al escritor desde su fracaso en el teatro londinense, con su obra Guy Domville, hasta su reclusión en la localidad de Rye, East Sussex, donde en los años siguientes produjo varias obras maestras.
La novela comienza con un retrato de James como una figura pública que se siente humillada de una manera inesperada, no solo en el lado público de su carrera como escritor, sino también en una forma más personal, en la que todas las precauciones que había tomado para continuar con su vida como él deseaba que fuera, llegaron a una crisis. Henry decide reducir su vida pública comprando una casa en Rye y allí experimenta la soledad y lo atormentan todas las consecuencias que ha generado a lo largo de su vida la necesidad de mantener un espacio protegido donde vivir y escribir. Está en sus cincuenta años y es muy consciente de cómo tuvo que rechazar la compañía de su hermana enferma, a quien adoraba en algún momento, cómo optó por alejarse de su país y su familia, cómo sintió volverse frío con un amigo escritor con el que había sido muy cercano anteriormente y se convierte en soltero con una sexualidad no resuelta, ciertamente cercana a la homosexualidad, viviendo en una casa con sirvientes en el sur de Inglaterra y la visita diaria de una taquígrafa a quien le dicta su obra. El retrato de James, un hombre consternado por el caso de Oscar Wilde mientras se reprime a sí mismo y a su sexualidad, muestra a un hombre complejo y ambiguo. Hace frente a la vida ejerciendo control sobre cuánto podría ser revelado, incluso a sí mismo, y elige ser escritor para lograr precisamente eso.

## Antecedentes

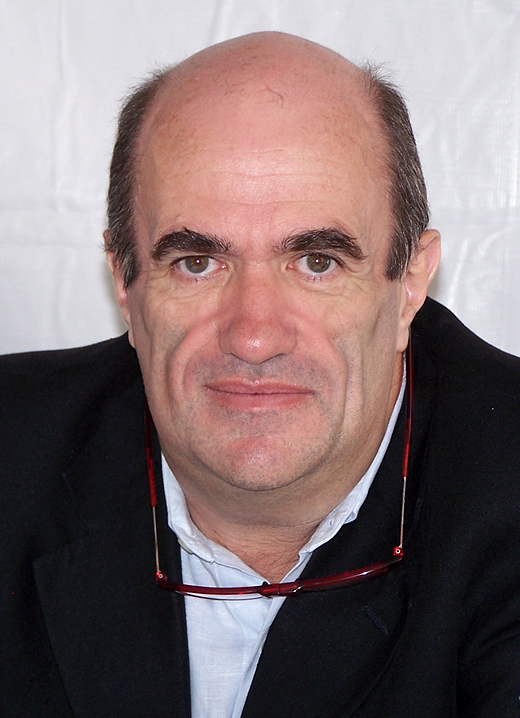
Autor: Colm Tóibín

Durante su aceptación del Premio PEN Irlandés 2011, Colm Tóibín fue elogiado como un "Campeón de las minorías". Encontrarse a sí mismo como el destinatario de tales elogios no era un resultado probable si se considera el entorno rural conservador del que surgió, diciendo que su juventud pasada en la casa de su familia se caracterizó por "mucho silencio". Tóibín eligió abordar primero su propia homosexualidad, sin mucha ceremonia, en su ensayo Nuevas formas de matar a tu padre, publicado en noviembre de 1993 para London Review of Books. Este desarrollo debe leerse en contraposición al clima cultural de la época. David Norris (político) había, en esta etapa, cabildeado con éxito en el Tribunal Europeo de Derechos Humanos para declarar un fallo que las leyes antigay en Irlanda eran una transgresión flagrante de la Convención Europea de Derechos Humanos. Tal decisión resultó en la aprobación de un proyecto de ley por Dáil Éireann en junio de 1993 que despenalizaba la homosexualidad en Irlanda. Este es el contexto del que estaba emergiendo Tóibín, como escritor gay, uno de transición y recuperación floreciente de una identidad gay perdida. Este reclamo es captado mejor por la crítica Jennifer M. Jeffers cuando dice: "Las novelas irlandesas de la última década del siglo XX empujan a la cultura heterosexual a ver sus “incorporadas” identificaciones de género, de más está decir que este no es un proceso cómodo ni fácil. Los precedentes religiosos, de género, sexuales y materiales irlandeses en la ficción que desafían abiertamente la cultura y la regulación heterosexual son básicamente inexistentes”. Por lo tanto, la producción creativa de Tóibín, posterior a 1993, explora cada vez más temas de homosexualidad de tal manera que es paralela a su "autoidentificación cada vez más pública como gay".

## Personajes principales
- Henry James - Protagonista y focalización de la narrativa de la novela.
- Alice James - Hermana neurótica e inválida de Henry James.
- William James - El autoritario hermano mayor de Henry.
- Wilkie James - El hermano menor de Henry, brutalmente herido durante la guerra civil estadounidense.
- Minnie Temple - Prima joven efervescente de Henry James que recibió mucho afecto del joven Henry.
- Constance Fenimore Woolson - Compartió una amistad compleja con Henry. Su atracción no platónica por él no fue correspondida.
- Oliver Wendell Holmes Jr. - Un amigo de la universidad con quien James se fue de vacaciones.
- Paul Joukowsky – Artista residente en París con quien el joven James entabló una estrecha amistad.
- Cabo Hammond - Sirviente asignado a Henry durante su estadía en Irlanda, quien aparentemente ofrece un encuentro sexual tácito con el escritor.
- Hendrik Christian Andersen - Un escultor oportunista que se aprovecha de un James mayor para avanzar en su propia carrera. Residió con James por un tiempo en Lamb House.

## Recepción
El escritor estadounidense John Updike describió el libro en The New Yorker: “El tema de Tóibín es el James interior, el maestro de la creación literaria y una vasta arena silenciosa de sueños y recuerdos y observaciones atesoradas”. Daniel Mendelsohn en New York Review of Books también elogió el libro, refiriéndose a él como "sin duda el trabajo de un novelista de primera magnitud, uno que durante la última década ha estado escribiendo excelentes novelas sobre personas separadas de sus sentimientos o familias o ambas cosas." 
Una evaluación en Esquire dijo que "En The Master, [Toibin] da vida a James de una manera que ninguna biografía directa podría". 
La escritora estadounidense Cynthia Ozick dijo que la "interpretación de Tóibín de las primeras pistas, o sensaciones, de los cuentos a medida que se forman en los pensamientos de James es en sí misma un ejemplo de la magia del escritor". 

## Composición
Colm Tóibín eligió escribir El maestro en las mismas condiciones que sus novelas anteriores. – implementar un ambiente de trabajo incómodo para generar una ética de trabajo muy específica. Eso incluye una silla dura e incómoda y elegir escribir sus borradores a mano en lugar de con la ayuda de tecnologías modernas como una computadora.
El ímpetu para la composición de la novela provino primero de su colección de ensayos titulada Love in a Dark Time: Gay Lives from Wilde to Almodóvar (2002), en la que aprovechó la oportunidad para reflexionar más profundamente sobre la identidad sexual de los autores queer. A la luz de este estudio, Tóibín comenzó a comprender el potencial dramático del conflicto de Henry James entre su yo interior y exterior. Sin embargo, Tóibín suele señalar también que The Master no es simplemente una exploración de la sexualidad de James: "Realmente no estaba tan interesado en su homosexualidad más allá de lo que me ofrecía como un drama de renuncia".

## Estilo
The Master pertenece al género de la ficción histórica y es una narrativa en tercera persona que enfatiza el monólogo interior íntimo de Henry James, un estilo de escritura al que Benjamin Markovits de The Telegraph (Londres) se refiere como 'la especialidad de Tóibín'. Markovits elige trazar una línea directa entre la prosa de Tóibín y la del hombre que está retratando en virtud de la lucidez y la precisión del lenguaje que comparten, "tan fino que puede representar la más mínima variación en el estado de ánimo o las circunstancias".
El énfasis de Tóibín en la memoria y el recuerdo es tal, que cuando es combinaso con la interioridad expertamente realizada de James, el lector se encuentra constantemente transportado, con la conciencia de James, a los acontecimientos que éste recuerda. Tóibín, al hacerlo, nos lleva más allá de la constricción temporal de los cuatro años en los que transcurre la novela.

## Sexualidad
Tóibín proporciona una exploración detallada de la identidad sexual de Henry James. Leon Edel, considerado uno de los biógrafos más importantes de Henry James, lo presenta en su biografía seminal de cinco volúmenes como una persona totalmente célibe, una postura que ha sido un lugar común desde que el crítico Saul Rosenzweig la presentó por primera vez en 1943. La publicación de Henry James: The Young Master por Sheldon M. Novick en 2004 fue uno de los primeros desafíos importantes a este enfoque bien establecido de la erudición jamesiana. Este giro en el enfoque crítico nació de un número cada vez mayor de cartas de James a hombres jóvenes que destacan en virtud de su erotismo a veces velado (a veces no). Tóibín elige el mismo punto de vista que Novick para describir la vida interior de su protagonista.

## Identidad irlandesa
El enfoque de Tóibín de la identidad nacional dentro de esta novela aparece como una proliferación de su respuesta a The Essential Hemingway y, de hecho, destaca la atracción de Tóibín por James en primer lugar; “la cantidad de emoción que vive en lo que no se dijo, lo que había entre las palabras y las oraciones.”  Este punto es aclarado aún más por el mismo Tóibín dentro de su colección de ensayos All a Novelist Needs cuando señala que "Al tratar con la actitud de James hacia Irlanda... y de hecho hacia su homosexualidad, es importante recordar que en ambos casos él era un no-practicante." (14).

## Premios y nominaciones
The Master recibió el premio Novel of the Year de Los Angeles Times en 2004 y fue preseleccionado para el Booker Prize de 2004. Recibió el premio literario Lambda de 2005, el premio Stonewall Book de 2005, el Le prix du Meilleur livre étranger de Francia de 2005 (Premio al mejor libro extranjero) y el premio literario internacional de Dublín de 2006 .